# Moniek Kramer
Moniek Marjan Kramer (Amsterdam, 12 augustus 1954) is een Nederlands actrice en scenarioschrijver. Ze schrijft voor toneel, televisie, film en musea. Kramer werkte mee aan Rembrandt en ik, Lucia de B., Simple comme bonjour en Een huis voor Vincent, Deining, Zadelpijn en ander damesleed
Ze volgde in haar geboortestad Amsterdam een opleiding als toneelregisseur aan De Theaterschool en voltooide een opleiding tot scenarioschrijver. Na haar studie maakte Kramer in 1977 haar debuut als actrice op het toneel. Vier jaar later debuteerde ze als filmactrice in de dramafilm Gekkenbriefje. Nadien speelde Kramer verschillende rollen in films en tv-series.
Ze is dochter van ontwerper Friso Kramer en Anna Maria Julia Sprenkeling. Ze trouwde met componist Boudewijn Tarenskeen. Zonen Bo Tarenskeen en Kasper Tarenskeen werken in de theaterwereld.

## Filmografie
- International Standard Name Identifier: 0000 0003 6871 4256
- Library of Congress Control Number: n94037147
- Nederlandse Thesaurus van Auteursnamen: 073791253
- Virtual International Authority File: 283702525